# Tell Me on a Sunday
Tell Me on a Sunday è un musical composto da Andrew Lloyd Webber su testi di Don Black.
Lo spettacolo parla delle disavventure sentimentali di una giovane inglese, è interpretato da un'unica cantante e fu scritto specificatamente per Marti Webb. Fu presentato al festival di Sydmonton di Lloyd Webber nell'estate del 1979, successivamente ne fu fatta una incisione discografica e uno speciale televisivo fu mandato in onda dalla BBC.
Unito alla composizione Variations di Lloyd Webber (variazioni sul Capriccio in la minore no. 24 di Niccolò Paganini) divenne il primo atto di Song and Dance, musical che andò in scena a Londra nel 1982 interpretato dalla stessa Marti Webb (Song) e da Wayne Sleep (Dance). Sarah Brightman succedette a Marti Webb nel 1984. La versione americana andò in scena nel 1985 a Broadway e vide come protagonista Bernadette Peters.
Una nuova produzione londinese con Denise Van Outen andò in scena nel 2003 al Gielgud Theatre per dieci mesi. Lo spettacolo fu sostanzialmente modificato rispetto all'originale, con l'aggiunta di materiale di Jackie Clune e cinque nuove canzoni. Marti Webb sostituì Denise Van Outen a Londra e per una parte del successivo tour negli UK.